# Біг Білл Брунзі
Біг Білл Бру́нзі (англ. Big Bill Broonzy), або Біг Бру́нзі, справжнє ім'я Ві́льям Лі Ко́нлі Бру́нзі (англ. William Lee Conley Broonzy; 26 червня 1903, Лейк-Дік, Міссісіпі — 15 серпня 1958, Чикаго, Іллінойс) — американський блюзовий співак і гітарист. Автор понад 360 пісень, один з найбільш популярних кантрі-блюзових музикантів довоєнної епохи і типовий представник першої (доелектричної) хвилі міського чиказького блюзу.
У 1980 році був включений до Зали слави блюзу. Деякі з пісень Брунзі, наприклад, «All by Myself» і «Key to the Highway», стали блюзовими стандартами.

## Біографія
Вільям Лі Конлі Брунзі (за іншими даними Лі Бредлі) народився 26 червня 1903 (або 1893 року, як це вважав сам Брунзі упродовж життя) року поблизу Лейк-Дік, округ Джефферсон, Міссісіпі (також місцем народження вважається і округ Скотт, Міссісіпі); у світдоцтві про народження сестри вказано рік народження Білла 1898. Син Френка Бредлі і Метті Белчер. На початку 1900-х років його родина (у якої народилась 21 дитина) переїхала до штату Арканзас, де батько працював фермером.
У віці 10 років навчався грі на скрипці (а його перго першим інстурментом була саморобна однострунна скрипка). Підлітком підробляв грою на весіллях, танцях і пікніках. Після того, як ферма, на якій він працював, постраждала від посухи у 1916 році, почав працювати на шахті та на переправі (levee camp), аби прокормити сім'ю. Був призваний в армію під час Першої світової війни і до 1918 року відбував службу у Франції. Після демобілізації працював фермером в Арканзасі.
На початку 1920-х років переїхав до Чикаго, і тільки в цей період почав серйозно вчитися грі на гітарі. У 1924 році познайомився з Папа Чарлі Джексоном (1887—1938), який давав йому уроки. Не дивлячись на те, що йому було вже 24 роки, прогресував швидко. Перша сесія Брунзі на лейблі Paramount у 1926 році була скасована, однак він повернувся у студію в листопаді 1927 року і зробив свій перший запис «House Rent Stomp» для продюсера Дж. Майо Вільямса. Вважається, що в 1930-х роках серед блюзменів саме його платівки розходилися найбільшими тиражами. Регулярно записувався, іноді як учасник гуртів Chicago Black Swans, the Hokum Boys, the Memphis Five і the State Street Boys.
Брунзі також багато записував як акомпаніатор, зокрема, зі своїм зведеним братом Вошбордом Семом. У грудні 1938 року брав участь у знаменитих концертах «Від спірчуелс до свінгу» в Карнегі-холі, організованих Джоном Геммондом-старшим і присвячених афро-американській музичній культурі. У 1940-х працював з піаністами Мемфісом Слімом, Біг Масео Меррівезером і Рузвельтом Сайксом, написав пісні, які стали блюзовими стандартами «I Feel So Good» і «Key to the Highway» (співавтором також вважається Джаз Гіллум), і акомпанував співачці Ліл Грін. У 1947 році зробив записи з електрогітарою і в супроводі бас-гітари і ударних. Таким чином, Брунзі одним із найперших почав працювати у стилі електричного чиказького блюзу. Проте надалі він повернувся до акустичного фолк-звучання. І в такій якості гастролював у 1951 році в Європі. У 1955 році видав автобіографію «Блюз Великого Білла» — також одним з перших серед блюзових музикантів. Через два роки у нього був діагностований рак горла і легенів. Незважаючи на сильні болі, Брунзі продовжував виступати, поки був в змозі ходити.
Помер 15 серпня 1958 року від раку горла в дорозі до лікарні Біллінгс в Чикаго, Іллінойс.

## Визнання і пам'ять
1980 року ім'я музиканта внесене до Зали слави блюзу.
У 1959 році Мадді Вотерс записав триб'ют-альбом Muddy Waters Sings Big Bill, на яком виконав пісні Брунзі (вийшов на Chess у 1960 році). 1960 року блюзовий піаніст Чемпіон Джек Дюпрі присвятив смерті Брунзі пісню під назвою «Death of Big Bill», записавши для свого альбому Natural and Soulful Blues (1961).

## Дискографія

### Альбоми
- Big Bill Broonzy (Philips, 1956)
- Big Bill Broonzy Sings Country Blues (Folkways, 1957)
- Blues With Big Bill Broonzy, Sonny Terry and Brownie McGhee (Folkways, 1959)
- Big Bill Broonzy Sings Folk Songs (Folkways, 1962)
- Big Bill Broonzy and Washboard Sam (Chess, 1962)

### Сингли
- «Key to the Highway»/«Green Grass Blues» (OKeh, 1941)
- «Little City Woman»/«Lonesome» (Chess, 1953)